# Филипино Липи
Филипино Липи е италиански художник от Флорентинската школа на късното куатроченто, син на художника Фра Филипо Липи.

## Творчество
По характера на своето творчество Филипино прилича на Сандро Ботичели, но проявява в сравнение с него още по-значителен талант и още по-голяма смелост. За неговите произведения е характерен силен драматизъм в съчетание със свобода и виртуозност в групирането на фигурите и рисунките, както и в техните движения.
Към ранните му творби от монументална живопис принадлежат фреските, с които той довършва Капела Бранкачи в църквата Санта Мария дел Кармине във Флоренция, които са започнати от Мазачо и Мазолино:
- „Извеждането на апостол Павел от тъмницата“,
- „Апостолите Петър и Павел пред проконсула“
- „Мъченическата смърт на апостол Петър“[2].

### Светци и донатори
- Влияние от нидерладските майстори се появява у Филипино Липи във „Видението на Мария пред св. Бернар“ (ок. 1486, Фиезоле): дарителят Пиеро ди Франческо дел Пулиезе е изобразен като полуфигура в долния край, но с поглед той активно участва в действията.
- Друга негова картина („Мадона със светите“, ок. 1488, църква „Санто Спирито“, Флоренция) изобразява дарителя Танаи дей Нерли и неговата жена Нана дей Капони, които с изумление се взират за чудо. От детайлите е очевидно внимателното изучаване на нидерландската живопис.
- Така емоционално е „Благовещение“ (фреска в Капела Карафа, посветена на Св. Тома Аквински, в църквата Санта Мария сопра Минерва, 1488 – 93), където поръчващ е кардинал Олвиеро Карафа, изписан редом с Тома Аквински, а Богородица почти се е обърнала с гръб, съсредоточена в безмълвен диалог с донатора – решението е почти еретично.
- Неговото „Поклонение на влъхвите“ (1496, Уфици) включва изображение на Пиерфранческо де Медичи Стария. Стоящият юноша отгоре, е възможно да е неговия син, Джовани де Медичи ил Пополано.[3]

## Галерия от произведения
- „Смъртта на Лукреция“ 1478 – 1480, галерия Палатина
- „История на девата“, Лувър, Париж, Франция
- „Видението на Св. Бернард“ (1486), Флоренция
- Архангел Гавраил и Товит